# Red clause
Red Clause é uma cláusula posta numa carta de crédito, sob a qual se permite efetuar adiantamentos ao beneficiário, sem apresentação dos documentos exigidos na carta. Red clause significa "cláusula vermelha" em inglês; seu nome decorre do fato de que ela era grifada em vermelho na carta de crédito, para destacá-la.
É, na prática, um pagamento antecipado por conta do credor. O pagamento é feito contra recibo, porquanto realizado antes do embarque dos bens. A red clause também estabelece se o pagamento é total ou parcial. Essa cláusula só é usada quando o importador deposita muita confiança no exportador; isso porque a carta de crédito deixa de oferecer a segurança peculiar dessa modalidade de operação.